# 시미즈 아키라
시미즈 아키라(일본어: 清水 アキラ, 1954년 6월 29일 - ）은 일본의 코미디언이다.

## 인물
성대모사를 하는 코미디언으로, 일본의 4대 성대모사 천왕 중 한 명이다. 주된 레퍼토리는 이쓰키 히로시, 호리우치 다카오, 다니무라 신지, 겐 나오코, 이노우에 요스이, 기타지마 사부로, 이소룡 등이 있다. 얼굴에 셀로판테이프를 붙여 웃음을 유발하는 것으로 유명하다. 특기는 스키로, 프로급 수준으로 알려져 있다. 2004년에는 또 다른 4대 성대모사 천왕 중 한 명인 코미디언 쿠리타 간이치와 개그콤비 아키칸을 결성했다.